# Deutsche Schwimmmeisterschaften 1974
Die 86. Deutschen Meisterschaften im Schwimmen fanden vom 18. bis 21. Juli 1974 im städtischen Hallenbad in Regensburg statt. Die Titelkämpfe dienten gleichzeitig als Qualifikationswettkampf für die Europameisterschaften 1974 in Wien. Während der Meisterschaften wurden 14 neue DSV-Rekorde aufgestellt.
| Disziplin           | Männer                                      | Männer                                      | Männer   | Frauen                                | Frauen                                | Frauen   |
| Disziplin           | Name                                        | Verein                                      | Zeit     | Name                                  | Verein                                | Zeit     |
| ------------------- | ------------------------------------------- | ------------------------------------------- | -------- | ------------------------------------- | ------------------------------------- | -------- |
| 100 m Freistil      | Peter Nocke                                 | Wasserfreunde Wuppertal                     | 00:52,28 | Angela Steinbach                      | DSW 1912 Darmstadt                    | 01:00,48 |
| 200 m Freistil      | Peter Nocke                                 | Wasserfreunde Wuppertal                     | 01:54,60 | Barbara Schwarzfeldt                  | SV Nikar Heidelberg                   | 02:09,41 |
| 400 m Freistil      | Werner Lampe                                | Wasserfreunde Hannover                      | 04:08,76 | Uta Schütz                            | DSW 1912 Darmstadt                    | 04:32,34 |
| 800 m Freistil      |                                             |                                             |          | Uta Schütz                            | DSW 1912 Darmstadt                    | 09:21,38 |
| 1500 m Freistil     | Hans-Joachim Geisler                        | VfL Wolfsburg                               | 16:42,15 |                                       |                                       |          |
| 100 m Brust         | Walter Kusch                                | SSF Bonn 1905                               | 01:07,54 | Dagmar Rehak                          | SSG Heidenheim                        | 01:15,65 |
| 200 m Brust         | Walter Kusch                                | SSF Bonn 1905                               | 02:28,46 | Dagmar Rehak                          | SSG Heidenheim                        | 02:42,96 |
| 100 m Rücken        | Klaus Steinbach                             | DSV-Schule Max Ritter                       | 01:00,63 | Angelika Grieser                      | SV Schwäbisch Gmünd                   | 01:06,75 |
| 200 m Rücken        | Klaus Steinbach                             | DSV-Schule Max Ritter                       | 02:10,71 | Angelika Grieser                      | SV Schwäbisch Gmünd                   | 02:23,57 |
| 100 m Schmetterling | Folkert Meeuw                               | Wasserfreunde Wuppertal                     | 00:58,47 | Gudrun Beckmann                       | DSV-Schule Max Ritter                 |          |
| 200 m Schmetterling | Michael Kraus                               | SV Gladbeck 1913                            | 02:07,63 | Barbara Schwarzfeldt                  | SV Nikar Heidelberg                   | 02:22,08 |
| 200 m Lagen         | Jürgen Könneker                             | SSF Bonn 1905                               | 02:12,74 | Birgit Neumann                        | SC Villingen                          | 02:28,08 |
| 400 m Lagen         | Hans-Joachim Geisler                        | VfL Wolfsburg                               | 04:40,05 | Uta Schütz                            | DSW 1912 Darmstadt                    | 05:12,75 |
| 4 × 100 m Freistil  | SV Würzburg 05 Meier, Sick, Labudde, Strenk | SV Würzburg 05 Meier, Sick, Labudde, Strenk | 03:37,17 | Schwimm- und Sportfreunde Bonn 1905 0 | Schwimm- und Sportfreunde Bonn 1905 0 | 04:07,14 |
| 4 × 200 m Freistil  | Wasserfreunde Wuppertal                     | Wasserfreunde Wuppertal                     | 07:55,33 |                                       |                                       |          |
| 4 × 100 m Lagen     | Schwimm- und Sportfreunde Bonn 1905         | Schwimm- und Sportfreunde Bonn 1905         | 04:00,22 | Aachener Schwimmverein 06             | Aachener Schwimmverein 06             | 04:35,73 |

1. 1 2 3 4 5 6 7 8 9 10 11 12 13 14  neuer DSV-Rekord